# Princ a já
Princ a já, anglicky The Prince and Me, je americká romantická komedie z roku 2004 režisérky Marthy Coolidgeové s Julií Stilesovou a Lukem Mablym v hlavní roli. Jde o jednoduchý pohádkový příběh natočený ve stylu moderní Popelky. Velká část filmu se natáčela v Praze a v drobných či epizodních rolích zde vystupují také někteří čeští i slovenští herci, např. Eva Dočolomanská, Jan Nemejovský, Andrea Verešová, Klára Issová, Barbora Kodetová, Lenka Termerová, Vladimír Kulhavý či Zdeněk Maryška.

## Děj
Děj první části tohoto snímku velmi nápadně připomíná jiný americký film Cesta do Ameriky z roku 1988. Bohatý, znuděný a trochu i rozmazlený dánský korunní princ Edvard (Luke Mably) proti vůli svých rodičů odjíždí z rodného Dánska do Spojených států amerických na zkušenou a na "studijní cestu". Během studií na univerzitě si musí přivydělávat prací, neboť rodiče mu jeho výstřelek nehodlají nijak spolufinancovat. Zde se seznámí s milou a půvabnou americkou studentkou Paige Morganovou (Julia Stilesová), dcerou moderního amerického farmáře z Wisconsinu, která se zde připravuje na přijímací zkoušky na lékařskou fakultu. Oba mladí lidé se postupně sblíží a zamilují se do sebe. Edvard je zde inkognito, takže Paige neví, že je dánský korunní princ. Romantická idyla skončí v momentě, kdy se celá věc díky bulvárnímu tisku prozradí. Navíc Edvard musí narychlo odjet domů zpět do Dánska, neboť jeho otec dánský král Haraald velmi vážně onemocněl. Paige si však uvědomí, že bez Edvarda nemůže žít a ihned po úspěšně složených přijímacích zkouškách na lékařskou fakultu se vydá na vlastní pěst za Edvardem do Dánska. Zde se musí urychleně vžít do nové a pro nesnadné role budoucí dánské královny, neboť zde se chystá urychlená Edvardova korunovace a poté jejich následná svatba. Těsně před korunovací si však Piage uvědomí, že se do světa vysoké evropské aristokracie jako americká farmářská dcera vůbec nehodí a zatouží po svém původním záměru vystudovat medicínu a stát se lékařkou. Pár se rozchází a Paige se vrací do USA. Evropská verze filmu v tomto bodě končí, americká verze snímku má ještě pokračování v happyendu, kdy v den imatrikulacena lékařské fakultě se mladý dánský král Edvard vrací do USA za Paige, aby jí sdělil, že ji stále miluje a že na ni počká až dostuduje.

## Hrají
- Julia Stilesová (Paige Morganová)
- Luke Mably (dánský princ a král Edvard Valdemar Dangaard)
- Ben Miller (Søren)
- Miranda Richardson (dánská královna Rosalinda, Edvardova matka)
- James Fox (dánský král Haraald, Edvardův otec)
- Alberta Watsonová (Amy Morganová, matka Paige)
- John Bourgeois (Ben Morgan)
- Zachary Knighton (John Morgan)
- Stephen O'Reilly (Mike Morgan)
- Elisabeth Waterston (Beth Curtis)
- Eliza Bennettová (dánská princezna Arabella, Edvardova sestra)
- Devin Ratray (Scotty)
- Clare Preuss (Stacey)
- Yaani King (Amanda)
- Eddie Irvine (hraje sám sebe)
- Angelo Tsarouchas (Stu)
- Jacques Tourangeau (professor Amiel)
- Stephen Singer (professor Begler)

## Poznámka
Film má své další pokračování natočené pod názvem Princ a já 2, které bylo, s výjimkou Luke Mablyho, natočeno se zcela jinými herci pod původním názvem The Prince and Me 2: The Royal Wedding a Princ a já 3 - Královské líbánky. V nedávné době vznikl i film Princ a já 4.